# Iginniarfik
68°8′51.731″N 53°10′19.139″V / 68.14770306°N 53.17198306°V
Iginniarfik er en bygd i Vestgrønland beliggende ca. 40 km fra byen Kangaatsiaq i Qeqertalik Kommune, med 88 indbyggere (2010), der hovedsagelig ernærer sig ved fangst og fiskeri. Position: 68°08′53″N 53°10′20″W.
Iginniarfik Helistop havde i 2008 101 afrejsende passagerer fordelt på 30 starter.  Der er kun helikopterforbindelse om vinteren, mens der om sommeren er færge fra Kangaatsiaq, Attu, Ikerasaarsuk, Niaqornaarsuk og Aasiaat.